# Kevin Magnussen
Kevin Jan Magnussen (Roskilde, 5 de outubro de 1992) é um automobilista dinamarquês que competiu na Fórmula 1 de 2014 a 2024, com passagens pelas equipes McLaren, Renault e Haas. Anteriormente, disputou uma prova na IndyCar Series pela equipe McLaren. Foi campeão da Fórmula Renault 3.5 em 2013, e fez parte da academia de pilotos da McLaren.

## Biografia
Kevin Jan Magnussen nasceu em Roskilde e é filho Britt Petersen e de Jan Magnussen, ex-piloto que correu na Fórmula 1 na década de 1990 e quatro vezes vencedor das 24 Horas de Le Mans na classe GT1. Seu primo Dennis Lind também é piloto, assim como seu meio-irmão por parte de pai Luca Magnussen. Kevin ainda tem outra meia-irmã por parte de mãe chamada Millie.
Em 2019, Kevin se casou com Louise Gjørup, com quem teve duas filhas: Laura, nascida em 2021, e Agnes, nascida em 2023.

## Carreira

### Anos iniciais
Kevin começou a correr no kart, seguindo para a Fórmula Ford de seu país, sagrando-se campeão de forma dominante, com 11 vitórias em 15 provas disputadas. Já na Fórmula Renault, formou dupla com o português António Félix da Costa pela equipe Motopark Academy, na qual ambos brigaram ferozmente pelo título, e o dinamarquês, mesmo fazendo 12 pódios em 18 provas, terminou com o vice-campeonato na Fórmula Renault NEC, sendo o sétimo colocado na Eurocopa de Fórmula Renault.
Em 2010, Magnussen foi para a Fórmula 3 Alemã, na qual terminou em terceiro lugar na classificação geral e também foi o melhor estreante. O dinamarquês também participou da rodada de Valencia da Fórmula 3 Euro Series, vencendo em apenas sua segunda corrida no campeonato.

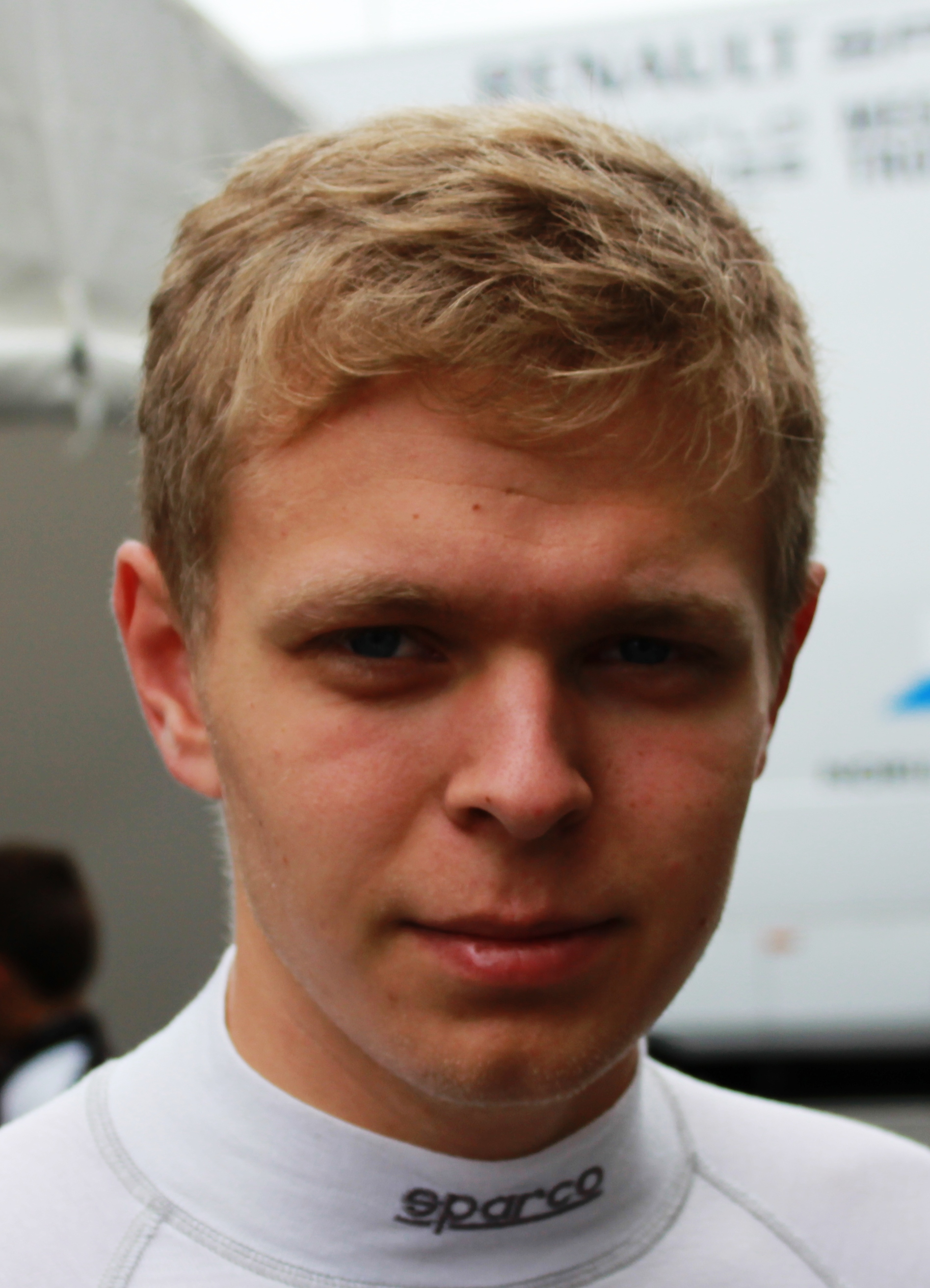
Kevin Magnussen em 2012

Magnussen competiu na Fórmula 3 Inglesa em 2011 com a Carlin. Ele venceu uma vez, teve três pódios, foi o piloto com o maior número de poles, voltas mais rápidas e voltas lideradas, mas terminou como vice-campeão do companheiro de equipe, o brasileiro Felipe Nasr.
Em 2012 o dinamarquês seguiu com a Carlin para a Fórmula Renault 3.5, correndo ao lado de Will Stevens, e Kevin teve uma vitória e mais dois pódios, ficando com o sétimo lugar no campeonato de pilotos. Em 2013, a sua segunda temporada na Fórmula Renault 3.5, Magnussen se mudou para a DAMS, sendo companheiro de Norman Nato, e o dinamarquês fez um ano dominante, com cinco vitórias e treze pódios em dezessete provas. Magnussen foi campeão com uma corrida de antecedência, superando o vice Stoffel Vandoorne por sessenta pontos.

### Fórmula 1

#### McLaren
Magnussen se juntou ao Programa de jovens pilotos da McLaren em 2010, sendo promovido a Piloto de Desenvolvimento em 2012, e nesse ano, participou do teste de jovens pilotos na pista de Abu Dhabi, no qual impressionou ao marcar os melhores tempos na primeira vez que pilotou um carro de Fórmula 1.

#### 2014: estreia promissora

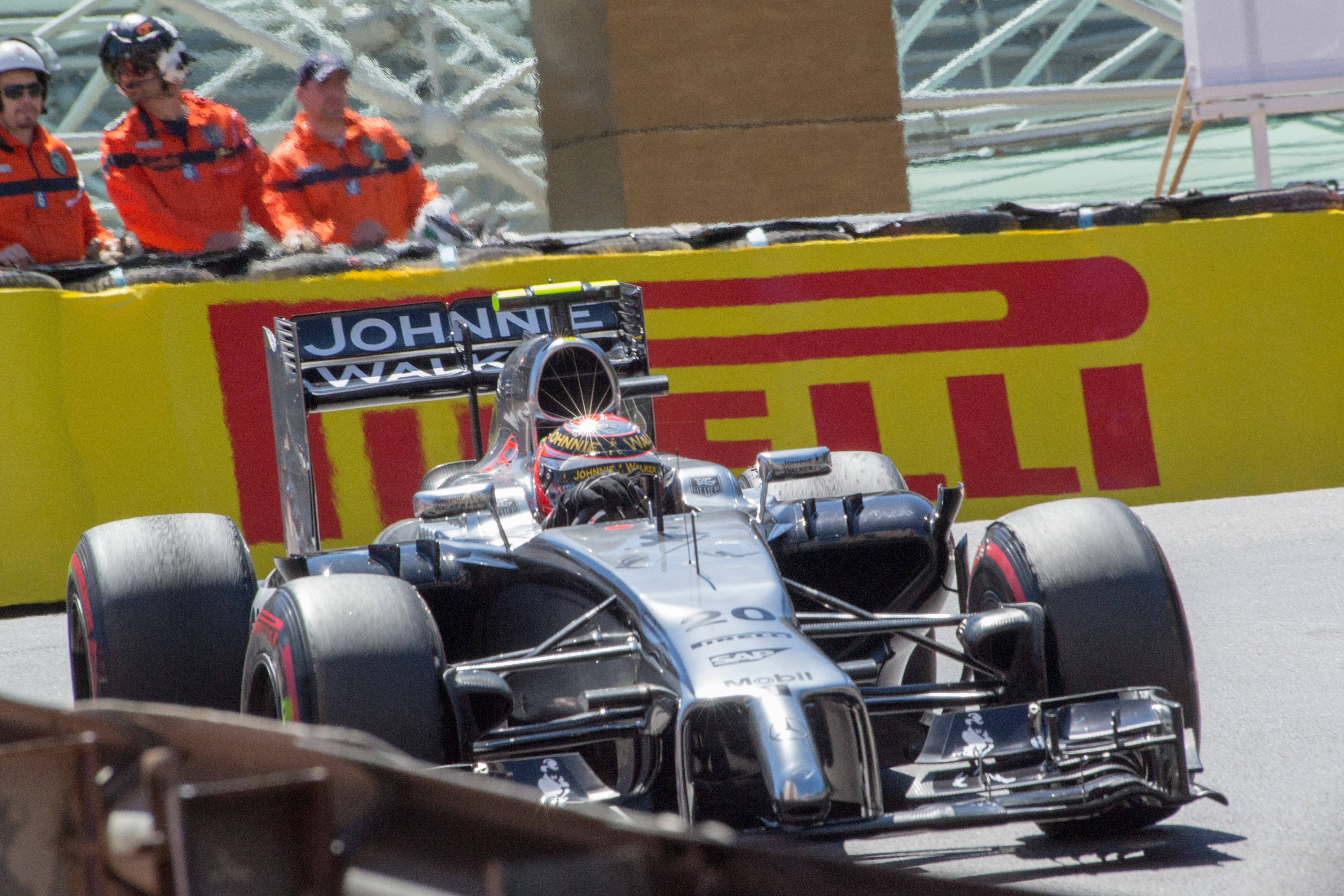
Magnussen durante o Grande Prêmio de Mônaco de 2014.

Em 2014, foi contratado pela equipe para ser piloto titular, substituindo o campeão de 2008 Lewis Hamilton e sendo novo companheiro do campeão de 2009 Jenson Button.
Na abertura da temporada, no Grande Prêmio da Austrália, conquistou seus primeiros pontos e primeiro pódio na carreira ao chegar na segunda colocação, com a desclassificação do piloto que havia originalmente concluído nesta posição, Daniel Ricciardo da Red Bull.
Mas esse pódio de Magnussen foi o único da temporada, e ele terminou o campeonato em 11º, com 55 pontos.

##### 2015: retorno relâmpago e reserva
Após o fim da temporada, em 11 de dezembro, Kevin tornou-se piloto reserva e de testes da equipe, pela contratação de Fernando Alonso e renovação com Jenson Button, confirmando esses como pilotos titulares
Em 2015, no Grande Prêmio da Austrália, substituiu Fernando Alonso, que se recuperava de um acidente que sofreu na pré-temporada. Correu pelo restante da temporada como piloto reserva da equipe inglesa e, ao fim da temporada, Magnussen não teve seu contrato renovado pela McLaren.

#### Renault

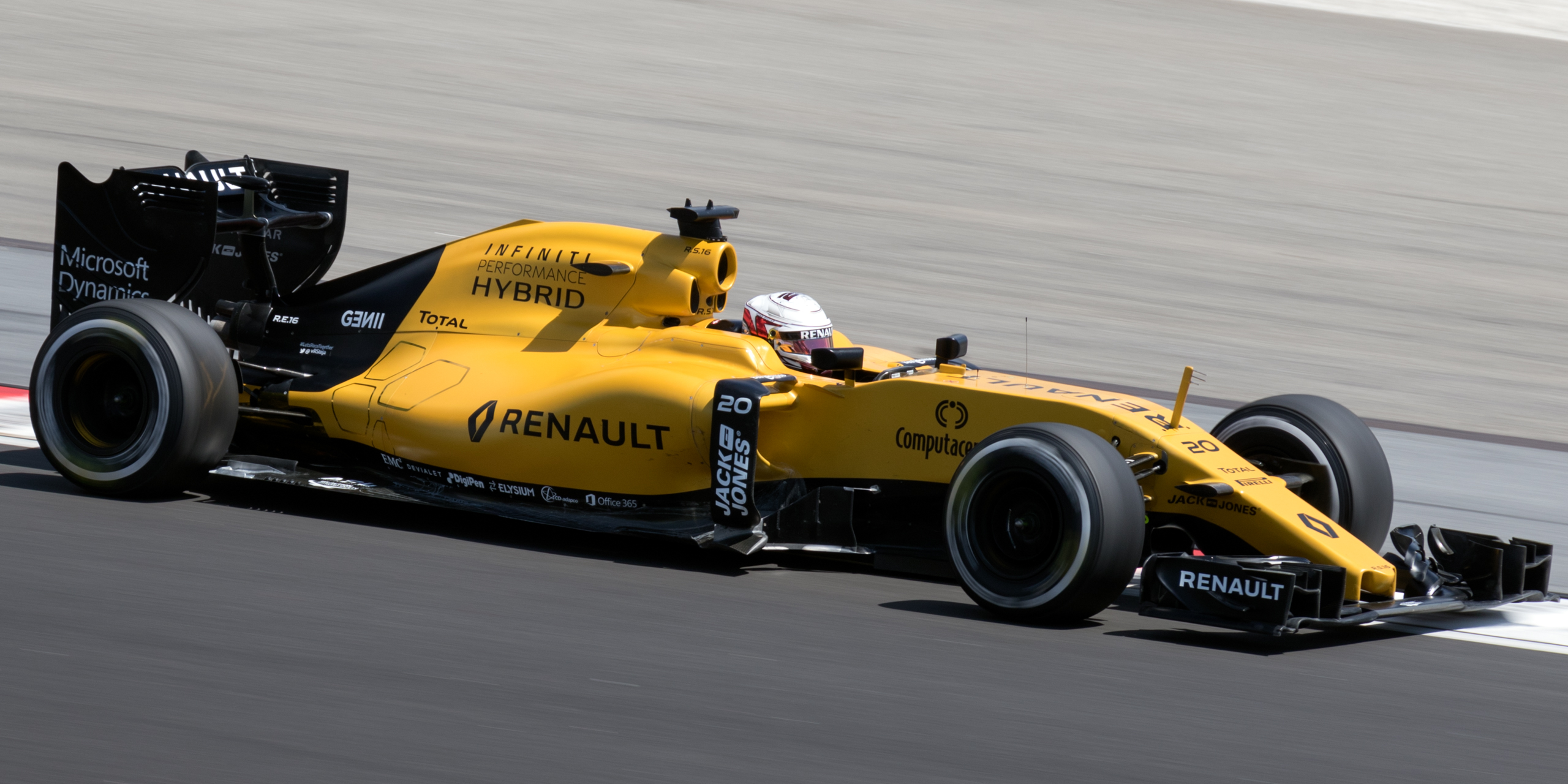
Magnussen durante o GP da Malásia de 2016.

Em 2016, foi piloto da equipe Renault, substituindo Pastor Maldonado que, por problemas com seu patrocinador, perdeu sua vaga na equipe que adquiriu a Lotus F1. Seu companheiro foi Jolyon Palmer.
No Grande Prêmio da Bélgica, Magnussen perdeu o controle da Renault na 6º volta na subida da Eau Rouge e bateu violentamente na barreira de proteção localizada na saída da curva. Devido ao incidente, o safety car foi acionado mas, como os fiscais tiveram dificuldades para reconstruir a proteção de pneus, a corrida foi paralisada por 20 minutos sob bandeira vermelha. Após a colisão, o piloto saiu mancando do carro mas sem nenhum ferimento grave, tendo sofrido apenas um corte no tornozelo esquerdo. Ele foi para um hospital próximo ao autódromo para realizar exames. O acidente de Magnussen, aliás, causou grande apreensão.
Magnussen encerrou sua jornada na Renault em décimo sexto, com 7 pontos. Apesar de ter superado Palmer, a equipe preferiu manter este último, restando ao dinamarquês buscar vaga em outra equipe.

#### Haas

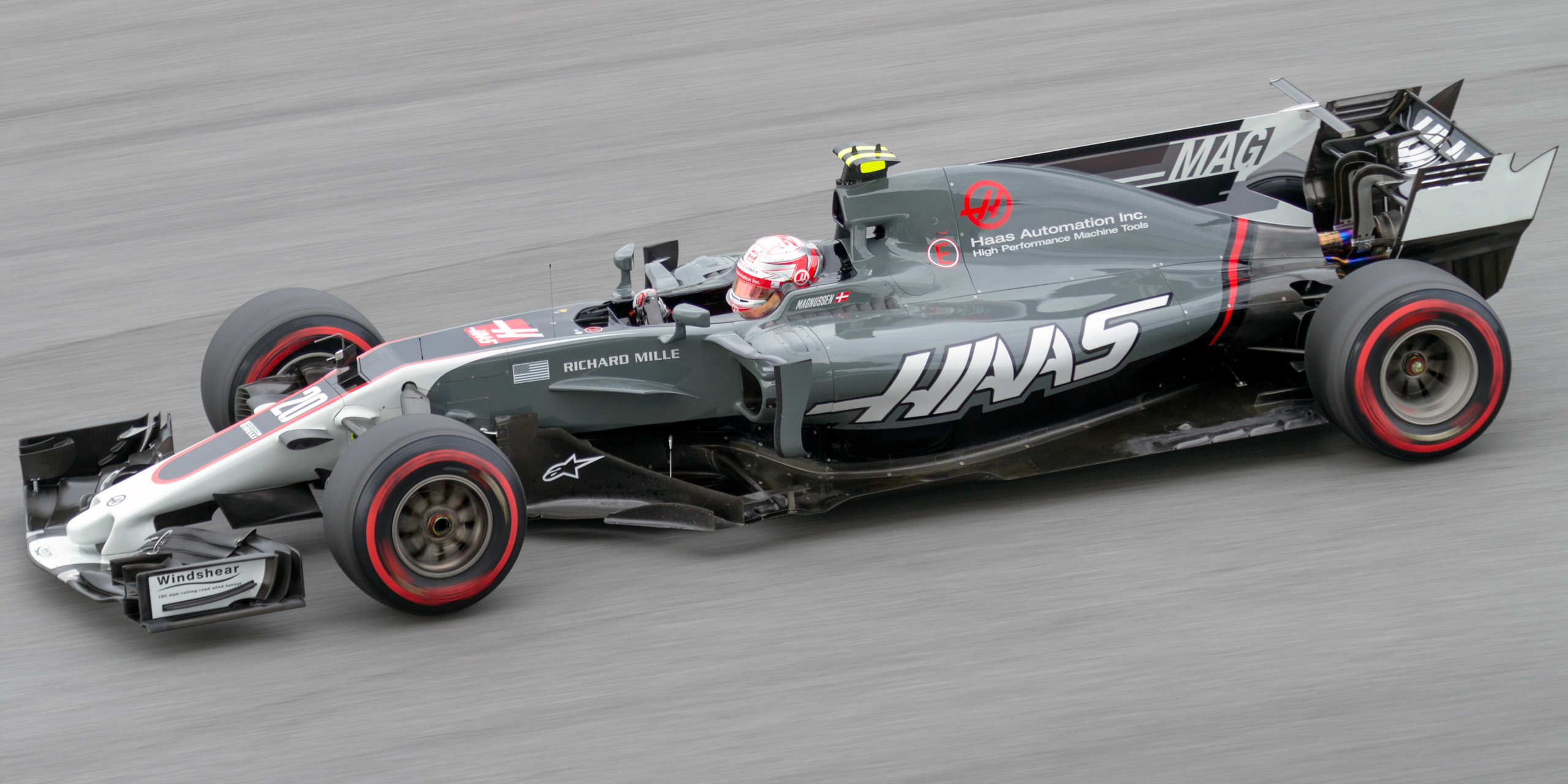
K-Mag no Grande Prêmio da Malásia de 2017

Em 11 de novembro de 2016, a equipe estadunidense Haas anunciou Magnussen como companheiro de equipe de Romain Grosjean para 2017, substituindo o mexicano, Esteban Gutiérrez. Assim, vai para a sua terceira temporada como titular na F1 em quatro anos por três equipes diferentes. Seu melhor resultado foi um sétimo lugar no Azerbaijão, e Magnussen fechou o ano em 14º, com 19 pontos.
No Grande Prêmio de Singapura de 2018, Magnussen registrou a primeira volta mais rápida de sua carreira, sendo, também, a primeira da história de sua equipe e a primeira feita por um piloto dinamarquês na F1. Magnussen fez o tempo de 1:41.905 na volta 50. 2018 marcou a melhor temporada de Magnussen na F1, apesar dele não ter feito pódio como em 2014, ele teve 56 pontos, a sua maior pontuação, e ficou em nono lugar, sua melhor classificação em toda a sua carreira na F1.

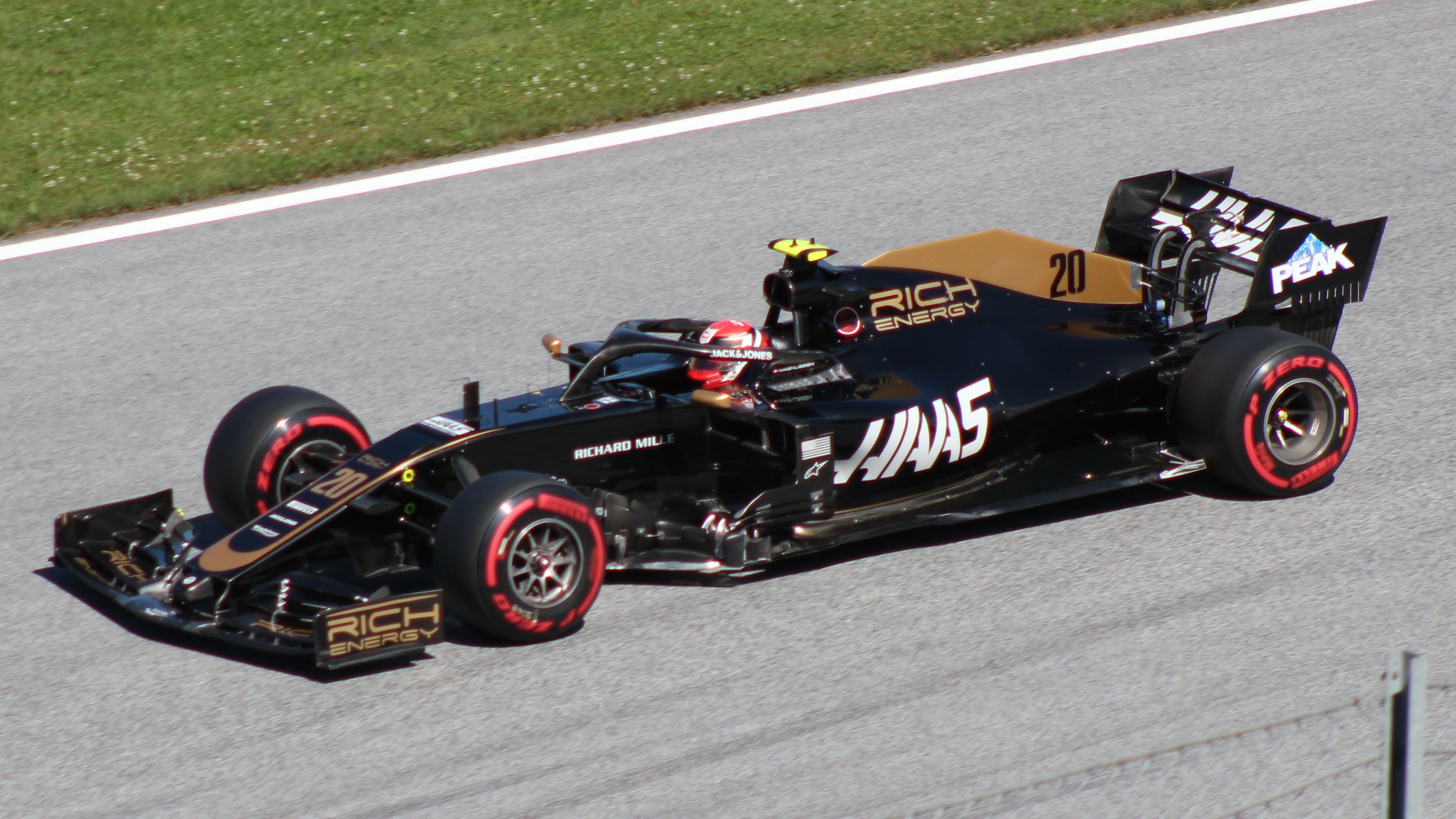
Magnussen na Áustria em 2019

Em 2019, Magnussen e a Haas não conseguiram repetir os resultados do ano anterior, com o dinamarquês fazendo apenas 20 pontos, menos da metade da pontuação de 2018, e ficando na 16ª colocação. Mesmo assim, Magnussen superou Grosjean, fazendo mais que o dobro dos pontos dele.
Em 22 de outubro de 2020, a Haas anunciou que Magnussen deixaria a equipe no final da temporada de 2020. Nesse ano, ele só pontuou na Hungria, com um décimo lugar. Ele viu seu companheiro Grosjean deixar a categoria antes do fim, após sofrer um gravíssimo acidente no Barém e ser substituído pelo reserva Pietro Fittipaldi.

##### 2022: retorno à F1 e primeira pole

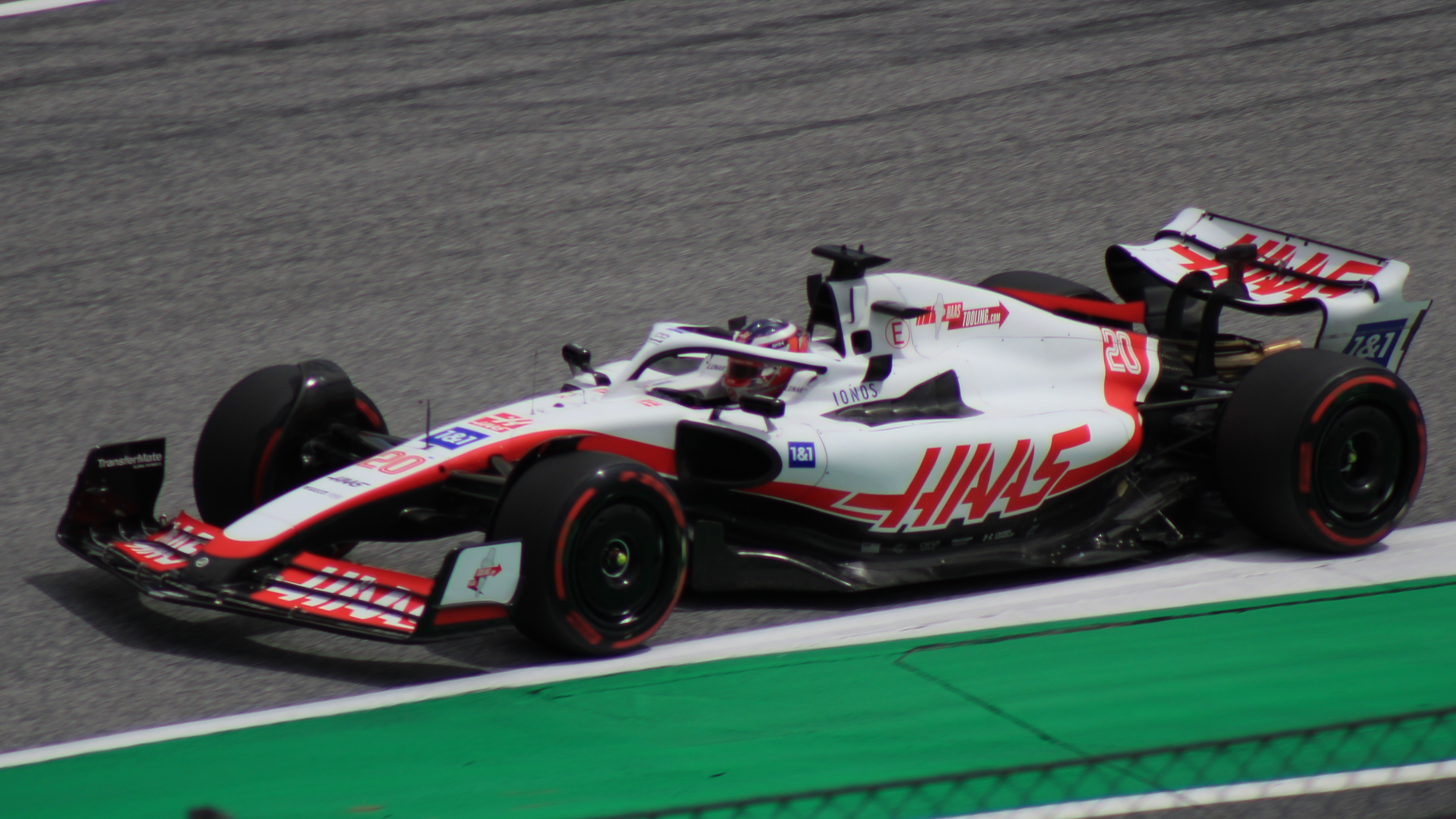
Magnussen no Red Bull Ring em 2022

Em 2022, o piloto retornou à equipe estadunidense, substituindo Nikita Mazepin, que teve seu contrato encerrado ainda na pré-temporada devido a problemas com o patrocínio advindos da empresa do pai de Mazepin. O piloto forma, então, dupla com o filho do heptacampeão mundial Michael Schumacher e campeão da Fórmula 2, Mick Schumacher. Magnussen assinou um contrato de múltiplos anos com a Haas. No Grande Prêmio de São Paulo daquele ano, Magnussen surpreendeu a todos ao conquistar uma pole position para a corrida sprint. Apesar das poles em sprints não computarem nas estatísticas de poles positions, esse foi um resultado muito celebrado por Magnussen e pela Haas. Kevin somou 25 pontos, sendo o 13º colocado, fazendo mais que o dobro de pontos de Schumacher, que ficou três posições abaixo dele.

#### 2023: parceria com Hulkenberg

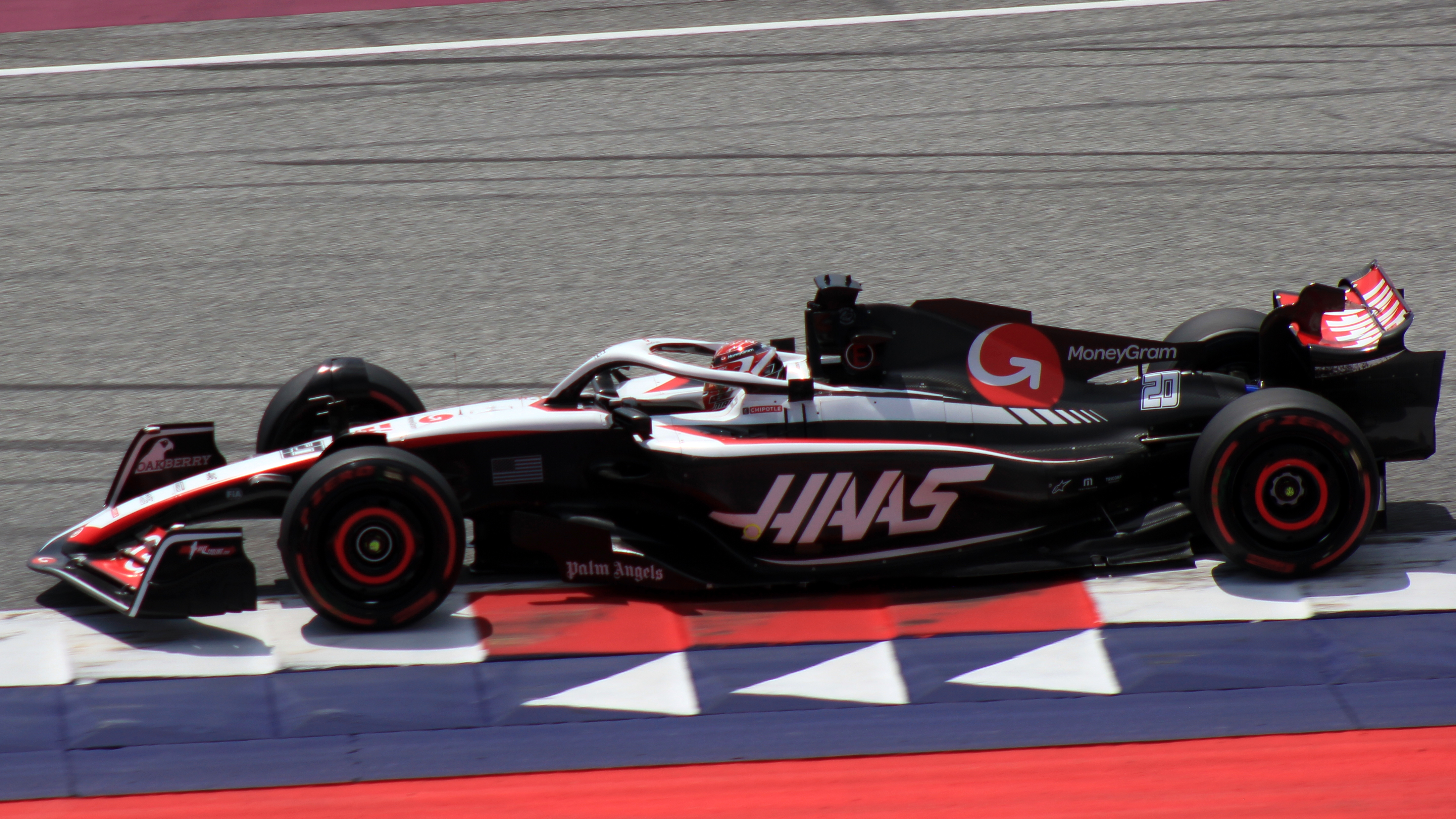
Magnussen pilotando o VF-23 na pista de Spielberg em 2023

Magnussen viu Mick Schumacher ser dispensado da Haas e Nico Hulkenberg substituí-lo. K-Mag sofreu com as instabilidades do VF-23, só tendo conseguido três décimos lugares, o que lhe rendeu três pontos e o 19º lugar no campeonato de pilotos. Kevin ficou três posições abaixo de Hulkenberg, que marcou o triplo de sua pontuação.

#### 2024: banimento e demissão

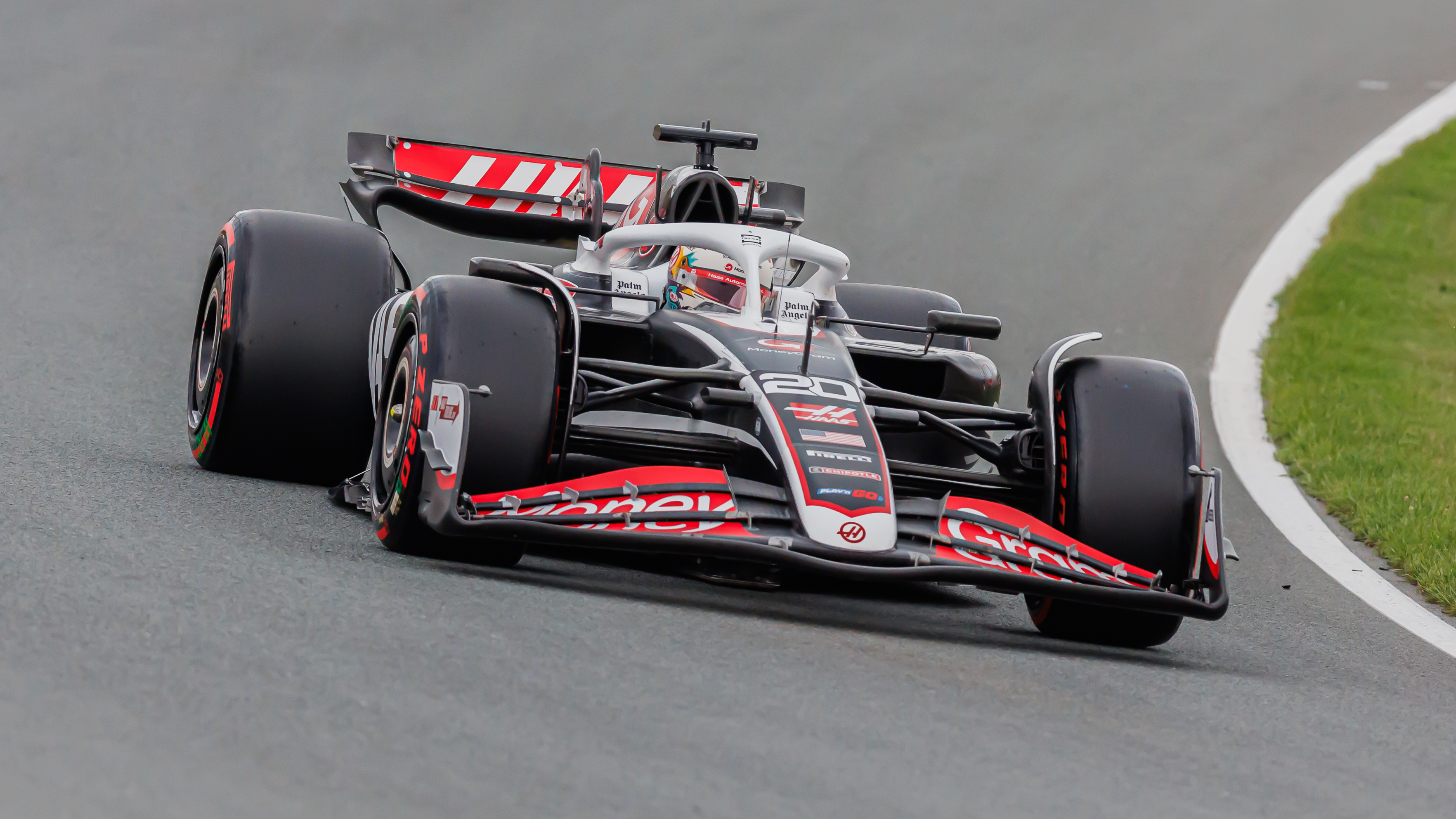
Magnussen no Grande Prêmio dos Países Baixos de 2024

Antes do Grande Prêmio da Hungria de 2024, Magnussen anunciou que deixaria a equipe no final da temporada. Magnussen terminou em nono durante o Grande Prêmio da Itália, mas recebeu uma penalidade de 10 segundos por causar uma colisão com Pierre Gasly. Isso significava que, com o acúmulo de pontos de penalidade em sua Superlicença, ganhando uma proibição de uma corrida, com isso, Magnussen foi forçado a perder o Grande Prêmio do Azerbaijão, sendo substituído por Oliver Bearman. Magnussen foi o primeiro piloto desde seu ex-companheiro de equipe Romain Grosjean em 2012 a ser banido de uma corrida de Fórmula 1.
Em 31 de outubro, às vésperas do Grande Prêmio de São Paulo de 2024, foi anunciado que Bearman substituiria Magnussen novamente durante o único treino livre, a classificação da sprint e a corrida sprint. Mas no dia seguinte, a Haas anunciou que o piloto dinamarquês não poderia participar dessa etapa por conta de uma doença, com Bearman fazendo o final de semana completo em seu lugar.
Magnussen deixou a Haas e a Fórmula 1 ao final da temporada 2024, encerrando o ano em 15º, com 16 pontos.

### IndyCar
Magnussen correu na prova de Road America da IndyCar Series em 2021 pela Arrow McLaren, substituindo o lesionado Felix Rosenqvist. Ele se classificou em 21º, mas abandonou a prova por problemas técnicos.

### Corridas de resistência

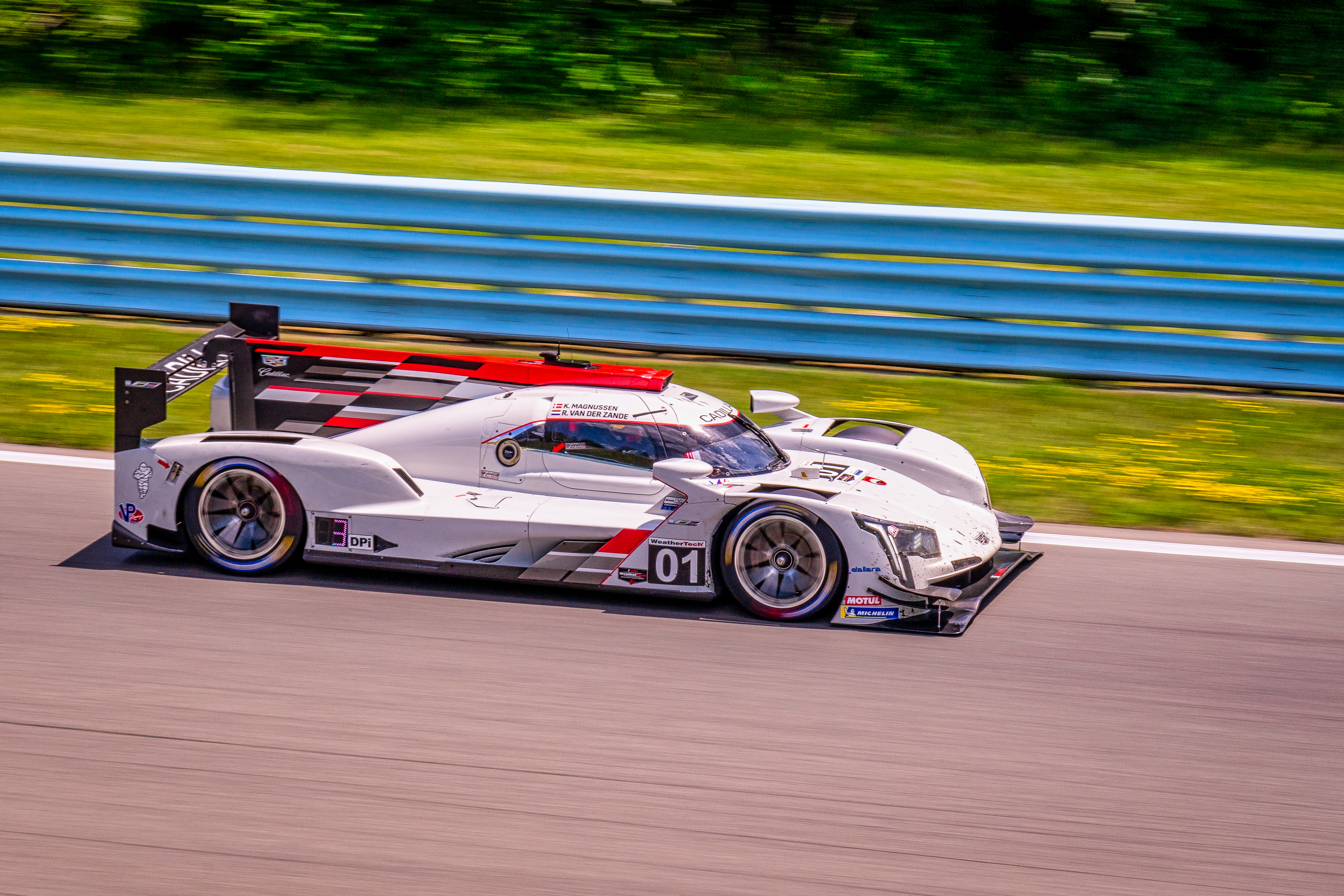
Carro de Magnussen na pista de Watkins Glen em 2021

Em 2021, Magnussen correu pela equipe Chip Ganassi no IMSA SportsCar, pilotando o Cadillac #1 ao lado de Renger van der Zande. Conquistou sua primeira pole e também sua primeira vitória em Detroit. Ele encerrou o ano em sétimo lugar no campeonato de pilotos.
Em 23 de abril, foi anunciado que Magnussen pilotaria o carro nº 49 da High Class Racing na classe LMP2, juntamente com seu pai Jan Magnussen e Anders Fjordbach nas 24 Horas de Le Mans de 2021. O trio ficou em 29º na classificação geral e em décimo sétimo na classe LMP2.
Magnussen, que tinha contrato com a equipe para correr na IMSA em 2022, cancelou o acordo para voltar à equipe Haas na Fórmula 1. Ele teria retornado para correr as 24 Horas de Daytona de 2023 ao lado de seu pai Jan, mas uma cirurgia na mão o fez abortar seus planos.
Magnussen retornará à IMSA e ao Mundial de Endurance em 2025, correndo pela BMW M Motorsport. Ele dividirá o BMW M Hybrid V8 nº 15 com Dries Vanthoor e Raffaele Marciello no WEC, e no IMSA, Magnussen, Vanthoor e Marciello compartilharão o carro nº 24 com Philipp Eng.

## Resultados na carreira

### Sumário
| Temporada | Categoria                             | Equipe                       | Corridas       | Vitórias | Poles | V.M.R. | Pódios | Pontos | Class. |
| --------- | ------------------------------------- | ---------------------------- | -------------- | -------- | ----- | ------ | ------ | ------ | ------ |
| 2008      | Fórmula Ford Dinamarca                | Fukamuni Racing              | 15             | 11       | 6     | 10     | 12     | 267    | 1º     |
| 2008      | Fórmula Ford Duratec Benelux          | Fukamuni Racing              | 2              | 0        | 0     | 0      | 0      | 19     | 19º    |
| 2008      | Fórmula Ford Festival – Duratec class | Fukamuni Racing              | 1              | 0        | 0     | 0      | 0      | N/A    | 7º     |
| 2008      | Fórmula Ford NEZ                      | Fukamuni Racing              | 1              | 1        | 1     | 1      | 1      | 27     | 4º     |
| 2008      | ADAC Formel Masters                   | Van Amersfoort Racing        | 4              | 0        | 0     | 1      | 2      | 30     | 12º    |
| 2008      | Portugal Winter Series FR2.0          | Motopark Academy             | 2              | 0        | 0     | 0      | 1      | 12     | 10º    |
| 2009      | Fórmula Renault 2.0 NEC               | Motopark Academy             | 14             | 1        | 2     | 4      | 12     | 278    | 2º     |
| 2009      | Eurocopa de Fórmula Renault 2.0       | Motopark Academy             | 14             | 0        | 0     | 1      | 1      | 50     | 7º     |
| 2009      | Copa Renault Clio Dinamarca           | ?                            | 2              | 0        | 0     | 0      | 1      | 18     | 12º    |
| 2010      | Fórmula 3 Alemã                       | Motopark Academy             | 18             | 3        | 0     | 0      | 8      | 96     | 3º     |
| 2010      | Fórmula 3 Euro Series                 | Motopark Academy             | 2              | 1        | 0     | 0      | 1      | 8      | 12º    |
| 2011      | Fórmula 3 Inglesa                     | Carlin                       | 29             | 7        | 6     | 9      | 9      | 237    | 2º     |
| 2011      | Masters of Formula 3                  | Carlin                       | 1              | 0        | 0     | 0      | 0      | N/A    | 14º    |
| 2011      | Grande Prêmio de Macau                | Carlin                       | 1              | 0        | 0     | 0      | 0      | N/A    | 19º    |
| 2012      | Formula Renault 3.5 Series            | Carlin                       | 17             | 1        | 3     | 0      | 3      | 106    | 7º     |
| 2012      | Campeonato Dinamarquês Thundersport   | Fukamuni Racing              | 1              | 1        | 0     | 0      | 1      | 0      | NC     |
| 2013      | Fórmula Renault 3.5 Series            | DAMS                         | 17             | 5        | 8     | 3      | 13     | 274    | 1º     |
| 2014      | Fórmula 1                             | McLaren Mercedes             | 19             | 0        | 0     | 0      | 1      | 55     | 11º    |
| 2015      | Fórmula 1                             | McLaren Honda                | 1              | 0        | 0     | 0      | 0      | 0      | NC     |
| 2015      | Fórmula 1                             | McLaren Honda                | Piloto reserva |          |       |        |        |        |        |
| 2016      | Fórmula 1                             | Renault Sport F1 Team        | 21             | 0        | 0     | 0      | 0      | 7      | 16º    |
| 2017      | Fórmula 1                             | Haas F1 Team                 | 20             | 0        | 0     | 0      | 19     | 14º    |        |
| 2018      | Fórmula 1                             | Haas F1 Team                 | 21             | 0        | 0     | 1      | 0      | 56     | 9º     |
| 2019      | Fórmula 1                             | Haas F1 Team                 | 21             | 0        | 0     | 1      | 0      | 20     | 16º    |
| 2020      | Fórmula 1                             | Haas F1 Team                 | 17             | 0        | 0     | 0      | 1      | 20º    |        |
| 2021      | IMSA SportsCar - DPI                  | Cadillac Chip Ganassi Racing | 10             | 1        | 1     | 4      | 5      | 2879   | 7º     |
| 2021      | IndyCar Series                        | Arrow McLaren SP             | 1              | 0        | 0     | 0      | 0      | 7      | 42º    |
| 2021      | 24 Horas de Le Mans - LMP2            | High Class Racing            | 1              | 0        | 0     | 0      | 0      | N/D    | 17º    |
| 2022      | Fórmula 1                             | Haas F1 Team                 | 22             | 0        | 1     | 0      | 0      | 25     | 13º    |
| 2022      | IMSA SportsCar - DPi                  | Cadillac Chip Ganassi Racing | 1              | 0        | 0     | 0      | 0      | 275    | 23º    |
| 2022      | Desafio GT Intercontinental           | AF Corse - MDK Motorsports   | 1              | 0        | 0     | 0      | 0      | 8      | 18º    |
| 2023      | Fórmula 1                             | MoneyGram Haas F1 Team       | 22             | 0        | 0     | 0      | 0      | 3      | 19º    |
| 2024      | Fórmula 1                             | MoneyGram Haas F1 Team       | 22             | 0        | 0     | 1      | 0      | 16     | 15º    |
| 2025      | IMSA SportsCar - GTP                  | BMW M Motorsport             | 0              | 0        | 0     | 0      | 0      | 0      | ?      |
| 2025      | Mundial de Endurance - Hypercar       | BMW M Motorsport             | 0              | 0        | 0     | 0      | 0      | 0      | ?      |

### Resultados na Fórmula 1
Legenda: (Corridas em negrito indicam pole position); (Corridas em itálico indicam volta mais rápida)
| Ano  | Equipe                | Carro          | Motor                    | 1       | 2      | 3       | 4       | 5       | 6       | 7       | 8       | 9       | 10      | 11     | 12      | 13      | 14      | 15     | 16      | 17      | 18      | 19      | 20      | 21       | 22     | 23    | 24     | Class. | Pontos |
| ---- | --------------------- | -------------- | ------------------------ | ------- | ------ | ------- | ------- | ------- | ------- | ------- | ------- | ------- | ------- | ------ | ------- | ------- | ------- | ------ | ------- | ------- | ------- | ------- | ------- | -------- | ------ | ----- | ------ | ------ | ------ |
| 2014 | McLaren Mercedes      | McLaren MP4-29 | Mercedes PU106A 1.6 V6 t | AUS 2   | MAL 9  | BAR Ret | CHN 13  | ESP 12  | MON 10  | CAN 9   | AUT 7   | GBR 7   | ALE 9   | HUN 12 | BEL 12  | ITA 10  | SIN 10  | JAP 14 | RUS 5   | EUA 8   | BRA 9   | ABU 11  |         |          |        |       |        | 11.º   | 55     |
| 2015 | McLaren Honda         | McLaren MP4-30 | Honda RA615H 1.6 V6 t    | AUS NL  | MAL    | CHN     | BAR     | ESP     | MON     | CAN     | AUT     | GBR     | HUN     | BEL    | ITA     | SIN     | JAP     | RUS    | EUA     | MEX     | BRA     | ABU     |         |          |        |       |        | 22.º   | 0      |
| 2016 | Renault Sport F1 Team | Renault R.S.16 | Renault R.E.16 1.6 V6 t  | AUS 12  | BAR 11 | CHN 17  | RUS 7   | ESP 15  | MON Ret | CAN 16  | EUR 14  | AUT 14  | GBR 17  | HUN 15 | ALE 16  | BEL Ret | ITA 17  | SIN 10 | MAL Ret | JAP 14  | EUA 12  | MEX 17  | BRA 14  | ABU Ret  |        |       |        | 16.º   | 7      |
| 2017 | Haas F1 Team          | Haas VF-17     | Ferrari 062 1.6 V6 t     | AUS Ret | CHN 8  | BAR Ret | RUS 13  | ESP 14  | MON 10  | CAN 12  | AZE 7   | AUT Ret | GBR 12  | HUN 13 | BEL 15  | ITA 11  | SIN Ret | MAL 12 | JAP 8   | EUA 16  | MEX 8   | BRA Ret | ABU 13  |          |        |       |        | 14.º   | 19     |
| 2018 | Haas F1 Team          | Haas VF-18     | Ferrari 062 EVO 1.6 V6 t | AUS Ret | BAR 5  | CHN 10  | AZE 13  | ESP 6   | MON 13  | CAN 13  | FRA 6   | AUT 5   | GBR 9   | ALE 11 | HUN 7   | BEL 8   | ITA 16  | SIN 18 | RUS 8   | JAP Ret | EUA DSQ | MEX 15  | BRA 8   | ABU 10   |        |       |        | 9.º    | 56     |
| 2019 | Haas F1 Team          | Haas VF-19     | Ferrari 064 1.6 V6 t     | AUS 6   | BAR 13 | CHN 13  | AZE 13  | ESP 7   | MON 14  | CAN 17  | FRA 17  | AUT 19  | GBR Ret | ALE 8  | HUN 13  | BEL 12  | ITA Ret | SIN 17 | RUS 9   | JAP 15  | MEX 15  | EUA 18  | BRA 11  | ABU 14   |        |       |        | 16.º   | 20     |
| 2020 | Haas F1 Team          | Haas VF-20     | Ferrari 065 1.6 V6 t     | AUT Ret | EST 12 | HUN 10  | GBR Ret | 70 Ret  | ESP 15  | BEL 17  | ITA Ret | TOS Ret | RUS 12  | EIF 13 | POR 16  | EMI Ret | TUR 17  | BAR 17 | SKR 15  | ABU 18  |         |         |         |          |        |       |        | 20.º   | 1      |
| 2022 | Haas F1 Team          | Haas VF-22     | Ferrari 066/7 V6 t       | BAR 5   | ARA 9  | AUS 14  | EMI 98  | MIA 16† | ESP 17  | MON Ret | AZE Ret | CAN 17  | GBR 10  | AUT 87 | FRA Ret | HUN 16  | BEL 16  | PBS 15 | ITA 16  | SIN 12  | JAP 14  | EUA 8   | CMX 17  | SAO Ret8 | ABU 17 |       |        | 13.º   | 25     |
| 2023 | Haas F1 Team          | Haas VF-23     | Ferrari 066/10 V6 t      | BHR 13  | SAU 10 | AUS 17† | AZE 13  | MIA 10  | MON 19† | ESP 18  | CAN 17  | AUT 18  | GBR Ret | HUN 17 | BEL 15  | NED 16  | ITA 18  | SIN 10 | JPN 15  | QAT 14  | USA 14  | MXC Ret | SAP Ret | LAS 13   | ABU 20 |       |        | 19º*   | 3      |
| 2024 | Haas F1 Team          | Haas VF-24     | Ferrari V6 t             | BHR 12  | SAU 12 | AUS 10  | JPN 13  | CHN 16  | MIA 18  | EMI 12  | MON Ret | CAN 12  | ESP 17  | AUT 8  | GBR 12  | HUN 15  | BEL 14  | NED 18 | ITA 10  | AZE NP  | SIN 19† | USA 117 | MXC 7   | SAP NP   | LAS 12 | QAT 9 | ABU 16 | 15º*   | 16     |